# Oomph!

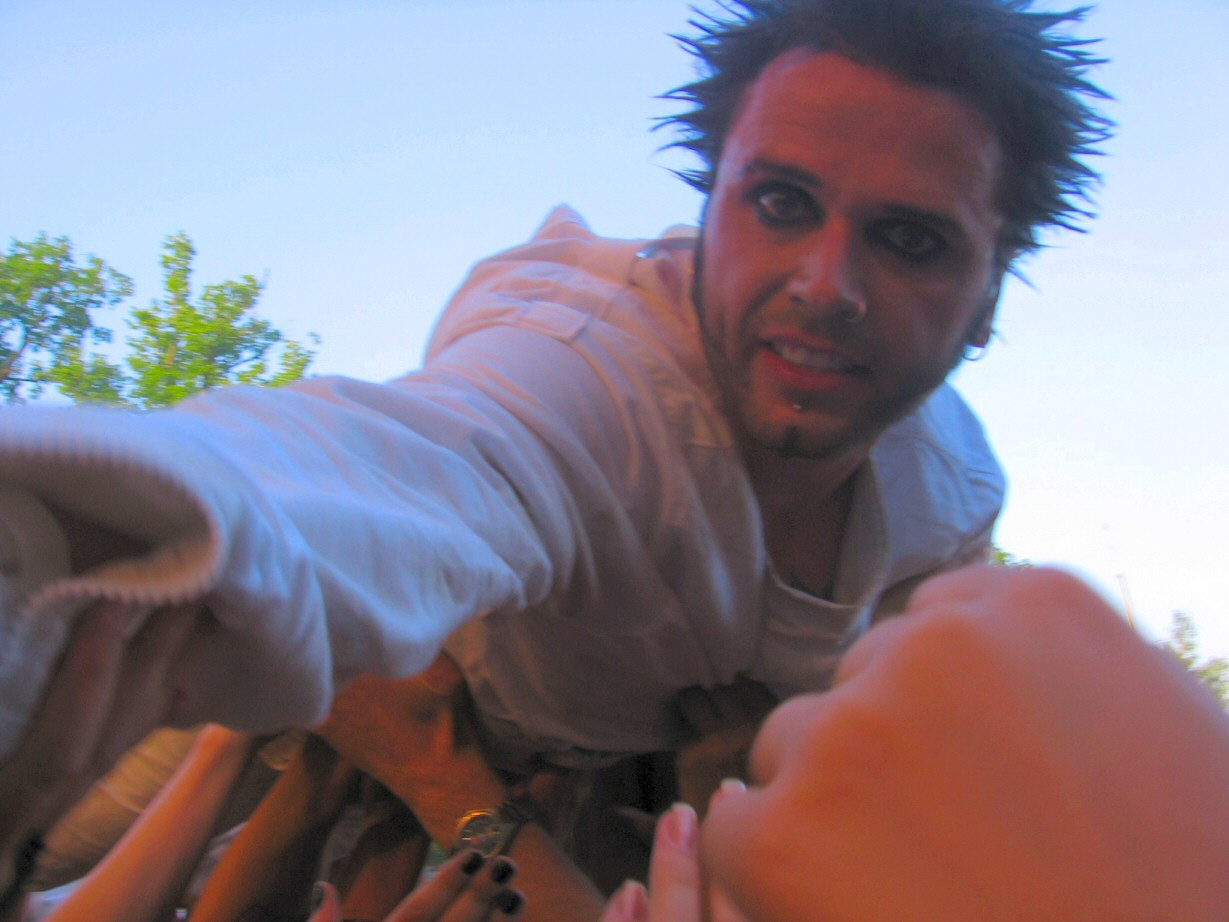
Wokalista zespołu, Dero (Ruisrock, 7 lipca 2006)

Oomph! (stare angielskie określenie na polot, rozmach, sexappeal, wym umf) – niemiecki zespół rockowo-heavymetalowy, założony w 1989 roku w Wolfsburgu Są jednymi (po KMFDM i Die Krupps) z prekursorów łączenia metalu i industrialu, chociaż na pierwszym albumie Oomph! doszukać można się inspiracji zespołem Nitzer Ebb (Die Krupps i Nitzer Ebb wydali razem singel The Machineries of Joy w 1989 roku, kiedy to Oomph! debiutował) Mimo wszystko muzykę zespołu często trudno jest jednoznacznie zaszufladkować, dlatego można spotkać się z określeniem ich muzyki jako crossover, chociaż najczęściej szufladkuje się ją jako neue deutsche härte
Członkowie zespołu słuchają różnych gatunków muzyki, a do niektórych piosenek zainspirowały ich tacy wykonawcy jak np. The Beatles, ABBA, Depeche Mode, Nine Inch Nails, Björk, Garbage, KoЯn czy nawet Mozart
Piosenki zespołu śpiewane są zarówno w języku niemieckim, jak i angielskim. Członkowie zespołu, zwłaszcza Dero, nie kryją swojego lekceważącego podejścia do spraw religii i Boga. Ponadto zespół swoje niemieckie piosenki publikuje w anglojęzycznych wersjach.
Styl zespołu zmienił się pomiędzy debiutanckim albumem Oomph! (1992), a następnym w kolejności Sperm (1994) – zdecydowano się na więcej gitarowego brzmienia i mniej elektroniki Ów zabieg stał się inspiracją dla wielu innych zespołów, w tym dla Rammstein, co zespół kilkakrotnie podkreślał
Pierwsze albumy zespołu wydane zostały przez wytwórnie Machinery i Virgin Schallplatten, od 2004 roku jest to Supersonic Records (oddział BMG)W tym samym roku po raz pierwszy na szczyty niemieckich list przebojów dostała się piosenka Oomph! – Augen auf!, która znalazła się także na soundtracku do gry FIFA 2005
Wydany w marcu 2006 roku album GlaubeLiebeTod promowały teledyski i single Gott ist ein Popstar (wzbudzający pewne kontrowersje), Das letzte Streichholz i Die Schlinge (wraz z Apocalypticą)Także w 2006 roku pojawiły się dwie kompilacje: 1998–2001: Best of Virgin Years i Delikatessen Znalazły się na nich piosenki z poprzednich albumów oraz niepublikowane wcześniej wersje niektórych z nich, np. instrumentalna wersja Swallow, wersje na żywo Gekreuzigt i Unsere Rettung czy remake Gekreuzigt 2006 oraz cover The Power of Love zespołu Frankie Goes to Hollywood
9 lutego 2007 roku zespół wystąpił na niemieckim odpowiedniku Eurowizji nazywanym Bundesvision Jako reprezentant Dolnej Saksonii wraz z piosenkarką zespołu Die Happy Martą Jandovą wykonali utwór Träumst du?, zwyciężając konkurs Po tym wydarzeniu Delikatessen zostało wydane ponownie, zaktualizowane o nową wersję utworu z Jandovą W tym samym roku premierę miało pierwsze koncertowe DVD, Rohstoff
22 sierpnia 2008 roku ukazał się 10 studyjny album zespołu, Monster, promowany przez single Wach auf!, Beim ersten Mal Tut’s immer weh, Labyrinth, Auf Kurs oraz Sandmann
26 lutego 2010 ukazał się album typu best of „Truth Or Dare”, zawierający 16 dobrze znanych utworów w języku angielskim W maju 2012 zespół wydał nową płytę Des Wahnsinns fette Beute
W 2012 zespół przyjął dwóch nowych członków wspomagających Oomph! podczas koncertów, Okusę i El Friede Ponadto zespół opuścił dotychczasowy perkusista grający podczas koncertów, Christian Leonhardt We wrześniu grupa ogłosiła, że nowym perkusistą będzie Silvestri
29 września 2021 zespół poinformował na swojej stronie, że Dero został usunięty z zespołu
22 czerwca 2023 zespół poinformował na swojej stronie, że nowym wokalistą zespołu zostaje Daniel „Der Schulz” Schulz, oraz zapowiedział, że nowy album „Richter und Henker” zostanie wydany 8 września 2023; 11 lipca 2023 pojawił się pierwszy teledysk z tego albumu z nowym wokalistą

## Muzycy

### Obecny skład zespołu
- Crap – gitara, gitara basowa, klawisze (od 1989)
- Robert Flux – gitara, sample (od 1989)
- Daniel "Der Schulz" Schulz – wokal (od 2023)

### Byli członkowie zespołu
- Dero Goi – perkusja, wokal, teksty (1989-2021)

### Obecni muzycy koncertowi
- Hagen Gödicke – gitara basowa (2002 -)
- Michael "Silvestri" Merkert – perkusja (2012–2013, od 2015)
- Felix Vonk – klawisze (od 2016)

### Byli muzycy koncertowi
- Tobias "Tobi" Gloge – gitara basowa (1995–2002)
- Christian "Leo" Leonhardt – perkusja (1994–2012)
- Martin Bode – perkusja (2013–2015)
- El Friede – klawisze (2012–2015)
- Patrick "Okusa" Lange – instrumenty perkusyjne (2012–2018)

## Dyskografia

### Albumy studyjne
- 1992 Oomph!
- 1994 Sperm
- 1995 Defekt
- 1996 Wunschkind
- 1998 Unrein
- 1999 Plastik
- 2001 Ego
- 2004 Wahrheit oder Pflicht
- 2006 GlaubeLiebeTod
- 2008 Monster
- 2012 Des Wahnsinns fette Beute
- 2015 XXV
- 2019 Ritual
- 2023 "Richter und Henker"

### Kompilacje
- 1998 1991−1996 The Early Works
- 2006 1998–2001 Best of Virgin Years
- 2006 Delikatessen
- 2010 Truth Or Dare

### Single
- 1991 Ich bin Du
- 1993 Der Neue Gott
- 1993 Breathtaker
- 1994 Sex
- 1994 3+1
- 1995 Ice-Coffin
- 1998 Gekreuzigt
- 1998 Unsere Rettung
- 1999 Das weisse Licht
- 1999 Fieber, feat Nina Hagen
- 2001 Supernova
- 2001 Niemand
- 2004 Augen Auf!
- 2004 Brennende Liebe, feat L’Âme Immortelle
- 2004 Sex hat keine Macht
- 2006 Gott ist ein Popstar
- 2006 Das letzte Streichholz
- 2006 Die Schlinge
- 2006 Gekreuzigt 2006 & The Power of Love
- 2007 Träumst du?, feat Marta Jandová
- 2008 Wach auf!
- 2008 Beim ersten Mal Tut’s immer weh (promo)
- 2008 Labyrinth (promo)
- 2008 Auf Kurs
- 2009 Sandmann
- 2010 Ready or Not
- 2023 Wem die Stunde schlägt
- 2023 Richter und Henker
- 2023 Nur ein Mensch

## Wideografia
- 2007 Rohstoff